# Andrew Parcham
Andrew Parcham (Andreas) né au XVIIe siècle et mort vers 1730, est un compositeur anglais de la période baroque.

## Biographie
Peu est encore connu sur la vie d'Andrew Parcham. Selon le dictionnaire universel de Johann Heinrich Zedler, il aurait laissé graver un recueil de 12 sonates pour flûte à bec et basse continue chez l'éditeur musical Estienne Roger à Amsterdam, ainsi que deux caprices pour deux flûtes et b.c., œuvres toujours manquantes, à part une sonate en sol.
La sonate en sol de Parcham est parue dans plusieurs éditions modernes et a fait l'objet d'enregistrements CD, avec des solistes comme Frans Brüggen, Michael Schneider ou Bart Coen.